# Patricio Aylwin
Patricio Miguel Aylwin Azócar (Viña del Mar, 26 novembre 1918 – Santiago del Cile, 19 aprile 2016) è stato un politico cileno, primo presidente del Cile eletto democraticamente dopo la dittatura di Augusto Pinochet. È stato in carica dall'11 marzo 1990 all'11 marzo 1994.

## Studi e carriera
Di origini irlandesi, laureato in giurisprudenza nel 1943, aderì alla Falange Nacional (il movimento giovanile del Partito Conservatore, fondato da Eduardo Frei Montalva), della quale fu presidente, quindi partecipò nel 1957 alla fondazione del Partito Democratico Cristiano del Cile, che presiedette nel 1958. Fu presidente del Senato (1971-1973) fino al colpo di Stato guidato dal generale Augusto Pinochet l'11 settembre 1973.

### La presidenza
Nel 1988 divenne portavoce della Concertación de Partidos por la Democracia (coalizione di centrosinistra) e come suo candidato vinse le elezioni presidenziali del 1989 col 55,2% dei voti. Entrato in carica nel 1990, avviò una transizione morbida alla democrazia, osteggiata dalla destra e dai militari conservatori guidati da Pinochet, che era rimasto comandante in capo delle Forze armate cilene, e dovette tollerare il permanere di residui di controllo militare fissati dalla Costituzione del 1980 (veto su alcune iniziative politiche, economiche, sociali e culturali). 
L'amministrazione Aylwin varò la Commissione della Verità e Riconciliazione (Commissione Rettig) per indagare sui crimini della dittatura e rafforzare la difesa dei diritti umani, subito disconosciuta da militari e conservatori, ma cominciarono i primi processi a carico degli aguzzini del regime di Pinochet. In campo economico, pur mantenendo il modello neoliberista stabilito dai Chicago Boys, furono prese con qualche successo misure volte a ridurre la povertà.